# Équipe cycliste BMC Development
L'équipe cycliste BMC Development est une équipe cycliste américaine active de 2013 à 2017. Durant son existence, elle fait office d'équipe réserve de BMC Racing.

## Histoire de l'équipe

### 2013
La saison 2013 est la première de l'équipe de réserve de BMC Racing, dénommée BMC Development. L'effectif est constitué de quatorze coureurs, essentiellement suisses et américains. L'équipe remporte cinq victoires, grâce à trois coureurs suisses : Silvan Dillier remporte le classement général du Tour de Normandie le 24 mars, Stefan Küng le Giro del Belvedere le 1er avril, Arnaud Grand la 2e étape du Tour of the Gila le 2 mai, Silvan Dillier la Flèche ardennaise le 16 juin et Stefan Küng le championnat de Suisse du contre-la-montre espoirs le 19 juin.

### 2014

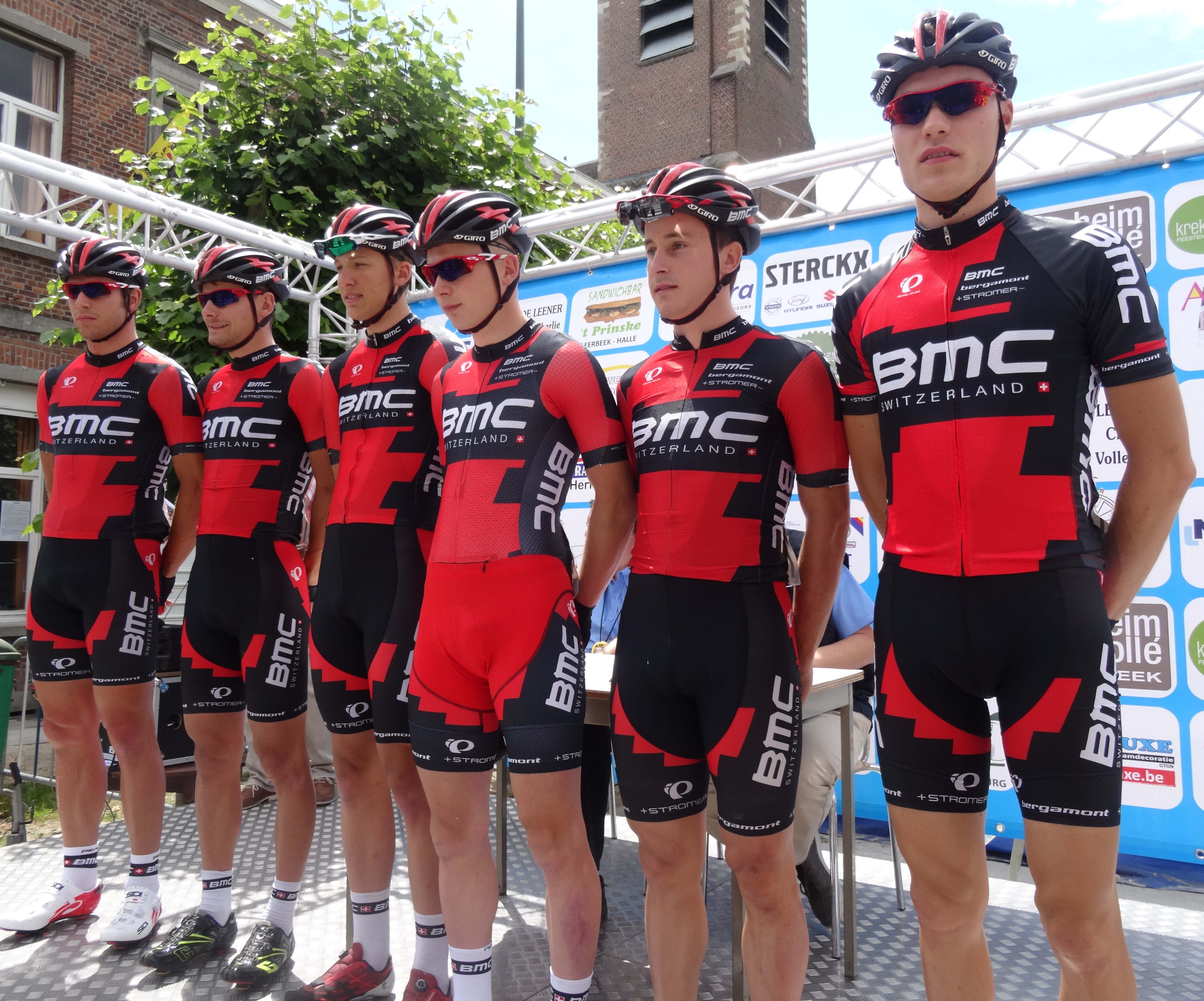
L'équipe lors de l'Internationale Wielertrofee Jong Maar Moedig à Oetingen en Belgique.

La saison 2014 est la deuxième de l'équipe, et compte dans ses rangs quatorze coureurs. Six victoires sont dénombrées : Stefan Küng remporte le Prologue du Tour de Normandie le 23 mars, et le classement général le 30, Dylan Teuns la 3e étape du Tour de Bretagne le 27 avril, Stefan Küng la Flèche ardennaise le 22 juin, Dylan Teuns la 3e étape du Tour de la Vallée d'Aoste le 19 juillet et Ignazio Moser la 6e étape du Tour cycliste de Guadeloupe le 7 août.

### 2015
La saison 2015 est la troisième de l'équipe, quinze coureurs constituent son effectif : Valentin Baillifard, Tom Bohli, Taylor Eisenhart, Kilian Frankiny, Floris Gerts, Johan Hemroulle, Jesse Kerrison, Patrick Müller, Théry Schir, Lukas Spengler, Bas Tietema, Nathan Van Hooydonck, Alexey Vermeulen, Loïc Vliegen et Tyler Williams.

### 2017: dernière saison
La saison 2017 est la dernière de l'équipe. Le manager Jim Ochowicz déplore le manque de réaction de l'UCI face au « pillage » des équipes réserves par « les agents qui proposent les coureurs à des équipes qui investissent ou n'investissent pas dans un programme de formation ». Il fait notamment référence à la signature de Pavel Sivakov chez Sky pour 2018, qui a remporté cette année avec BMC Development  la Ronde de l'Isard, le Tour du Val d'Aoste et le Baby Giro, trois épreuves de référence chez les moins de 23 ans.

## Équipe réserve de BMC
Au total, en cinq ans, huit coureurs de l'équipe BMC Development ont rejoint l'équipe World Tour BMC Racing depuis sa création. Il s'agit de Kilian Frankiny, Floris Gerts, Tom Bohli, Loïc Vliegen, Stefan Küng, Dylan Teuns, Silvan Dillier et Nathan Van Hooydonck.

## Principales victoires

### Classiques
- Giro del Belvedere : Stefan Küng (2013), Patrick Müller (2016)
- Flèche ardennaise : Silvan Dillier (2013), Stefan Küng (2014), Loïc Vliegen (2015)
- Dorpenomloop Rucphen : Floris Gerts (2015)
- Tour de Berne : Tom Bohli (2015)
- Paris-Roubaix espoirs : Lukas Spengler (2015)
- Circuit Het Nieuwsblad espoirs : Floris Gerts (2015) et Tanguy Turgis (2017)
- Grand Prix Criquielion : Bram Welten (2017)
- Paris-Tours espoirs : Jasper Philipsen (2017)

### Courses par étapes
- Tour de Normandie : Silvan Dillier (2013), Stefan Küng (2014)
- Tour du Val d'Aoste : Kilian Frankiny (2016), Pavel Sivakov (2017)
- Triptyque des Monts et Châteaux : Jasper Philipsen (2017)
- Ronde de l'Isard d'Ariège : Pavel Sivakov (2017)
- Giro Ciclistico d'Italia : Pavel Sivakov (2017)
- Olympia's Tour : Pascal Eenkhoorn (2017)

### Championnats nationaux
- Championnats d'Australie sur route : 1
  - Contre-la-montre espoirs : 2017 (Callum Scotson)
- Championnats de Belgique : 2
  - Course en ligne espoirs : 2015 (Nathan Van Hooydonck)
  - Contre-la-montre espoirs : 2016 (Nathan Van Hooydonck)
- Championnats de Suisse sur route : 5
  - Course en ligne espoirs : 2015 (Patrick Müller) et 2016 (Lukas Spengler)
  - Contre-la-montre espoirs : 2013 (Stefan Küng), 2015 (Théry Schir) et 2016 (Martin Schäppi)

## BMC Development en 2017

### Effectif
| Effectif 2017                         | Effectif 2017     | Effectif 2017    | Effectif 2017                 |
| Cycliste                              | Date de naissance | Pays             | Équipe précédente             |
| ------------------------------------- | ----------------- | ---------------- | ----------------------------- |
| Leo Appelt                            | 26 mai 1997       | Allemagne        |                               |
| Pierre Barbier                        | 25 septembre 1997 | France           | VC Rouen 76 (2016)            |
| Steff Cras                            | 13 février 1996   | Belgique         | Lotto-Soudal U23 (2016)       |
| Pascal Eenkhoorn                      | 8 février 1997    | Pays-Bas         |                               |
| Marc Hirschi                          | 24 août 1998      | Suisse           |                               |
| Patrick Müller                        | 18 avril 1996     | Suisse           |                               |
| Reto Müller                           | 5 février 1998    | Suisse           |                               |
| Jasper Philipsen                      | 2 mars 1998       | Belgique         |                               |
| Martin Schäppi                        | 12 décembre 1996  | Suisse           |                               |
| Callum Scotson                        | 10 août 1996      | Australie        | Illuminate (2016)             |
| Pavel Sivakov (1 janv.–1 janv.)       | 11 juillet 1997   | Russie           | Intégrale Bicycle Club (2015) |
| Tanguy Turgis (1 janv.–31 juill.)     | 16 mai 1998       | France           |                               |
| Nathan Van Hooydonck (1 janv.–14 mai) | 12 octobre 1995   | Belgique         | Bissell Development (2014)    |
| Bram Welten (1 janv.–31 juill.)       | 29 mars 1997      | Pays-Bas         |                               |
| Mario Spengler                        | 27 août 1997      | Suisse           |                               |
| Sam Dobbs                             | 14 mars 1997      | Nouvelle-Zélande | Attaque Team Gusto (2016)     |
|                                       |                   |                  |                               |
| Source : UCI                          |                   |                  |                               |

note: Leo Appelt

### Victoires
| Victoires | Victoires                                           | Victoires | Victoires | Victoires        | Victoires |
| Date      | Course                                              | Pays      | Classe    | Vainqueur        |           |
| --------- | --------------------------------------------------- | --------- | --------- | ---------------- | --------- |
| 5 janv.   | Championnat d'Australie du contre-la-montre espoirs | Australie | CN        | Callum Scotson   |           |
| 1 avr.    | 2e étape du Triptyque des Monts et Châteaux         | Belgique  | 2.2       | Jasper Philipsen |           |
| 2 avr.    | Classement général, Triptyque des Monts et Châteaux | Belgique  | 2.2       | Jasper Philipsen |           |

## BMC Development en 2016

### Effectif
| Cycliste             | Date de naissance | Nationalité      | Équipe 2015                                 |  |
| -------------------- | ----------------- | ---------------- | ------------------------------------------- |  |
| Leo Appelt           | 26 mai 1997       | Allemagne        | RC Blau Gelb Langenhagen                    |  |
| Sam Dobbs            | 14 mars 1997      | Nouvelle-Zélande |                                             |  |
| Pascal Eenkhoorn     | 8 février 1997    | Pays-Bas         |                                             |  |
| Taylor Eisenhart     | 14 juin 1994      | États-Unis       | BMC Development                             |  |
| Kilian Frankiny      | 26 janvier 1994   | Suisse           | BMC Development                             |  |
| Fabian Lienhard      | 3 septembre 1993  | Suisse           | EKZ Racing                                  |  |
| Zeke Mostov          | 30 juillet 1996   | États-Unis       | California Giant Berry Farms-Specialized    |  |
| Patrick Müller       | 18 avril 1996     | Suisse           | BMC Development                             |  |
| Martin Schäppi       | 12 décembre 1996  | Suisse           | Roth Échafaudages                           |  |
| Pavel Sivakov        | 17 juillet 1997   | Russie           | Intégrale Bicycle Club Isle Jourdain Junior |  |
| Mario Spengler       | 27 août 1997      | Suisse           |                                             |  |
| Lukas Spengler       | 16 septembre 1994 | Suisse           | BMC Development                             |  |
| Keegan Swirbul       | 2 septembre 1995  | États-Unis       | Axeon                                       |  |
| Bas Tietema          | 29 janvier 1995   | Pays-Bas         | BMC Development                             |  |
| Nathan Van Hooydonck | 12 octobre 1995   | Belgique         | BMC Development                             |  |
| Bram Welten          | 29 mars 1997      | Pays-Bas         |                                             |  |